# جیمز گرنت ویلسون
جیمز گرنت ویلسون (انگلیسی: James Grant Wilson؛ ۲۸ آوریل ۱۸۳۲ – ۱ فوریهٔ ۱۹۱۴) ویراستار، نویسنده، کتاب‌فروش و ناشر آمریکایی بود که در سال ۱۸۵۷ شیکاگو رکورد، اولین نشریهٔ ادبی در شیکاگو را تأسیس کرد. او در طول جنگ داخلی آمریکا، به عنوان سرهنگ در ارتش اتحادیه خدمت کرد. او به‌پاس قدردانی از خدمات خود، در سال ۱۸۶۷ برای انتصاب به‌عنوان سرتیپ افتخاری داوطلبان از ۱۳ مارس ۱۸۶۵ نامزد و سپس تأیید شد. او در نیویورک اقامت گزید، و در آنجا به ویراستاری زندگی‌نامه‌ها و تاریخ مشغول شد. او یک سخنران عمومی نیز بود و به‌عنوان رئیس انجمن نویسندگان آمریکایی و انجمن تبارشناسی و زندگی‌نامه نیویورک مشغول به کار بود.

## اوایل زندگی
جیمز گرنت ویلسون در ۲۸ آوریل ۱۸۳۲ در ادینبرو، اسکاتلند زاده شد. پدر او ویلیام ویلسون، شاعر، و مادر او، همسر دوم پدرش، جین سیبالد اهل هاویک بودند. او در دوران کودکی با خانواده‌اش به ایالات متحده نقل مکان کرد. آنها در پوکیپسی، نیویورک ساکن شدند. او همچنین دو برادر کوچکتر از خود داشت. ویلسون در پوکیپسی در کالج هیل تحصیل کرد و سپس تحصیلات خود را در رشتهٔ زبان، موسیقی و طراحی زیر نظر معلمان خصوصی ادامه داد.

## حرفه
او سرانجام به‌عنوان یک کتابفروش/ناشر به پدرش پیوست و بعداً شریک او شد. در سال ۱۸۵۵، ویلسون سفر طولانی خود به اروپا و پایتخت‌های آن را آغاز کرد. او پس از بازگشت به ایالات متحده در سال ۱۸۵۷، در شهر رو به رشد شیکاگو، ایلینوی ساکن شد و در آنجا مجلهٔ شیکاگو رکورد را که یک مجلهٔ هنری و ادبی بود، تأسیس کرد. این مجله نخستین نشریهٔ ادبی بود که در آن منطقه منتشر شد.

### جنگ داخلی آمریکا
در طول جنگ داخلی، ویلسون مجلهٔ خود را فروخت و در اواخر سال ۱۸۶۲ وارد ارتش اتحادیه شد. او به‌عنوان سرگرد در هنگ پانزدهم سواره‌نظام ایلینوی مأمور شد و فرماندهی هنگ چهارم سواره‌نظام یو.اس. سی را به‌عنوان سرهنگ بر عهده گرفت و در نهایت در ۱۶ ژوئن ۱۸۶۵ از ارتش استعفا داد. در ۲۷ فوریهٔ ۱۸۶۷، رئیس‌جمهور اندرو جانسون، ویلسون را برای انتصاب به درجه سرتیپ افتخاری داوطلبان از ۱۳ مارس ۱۸۶۵ نامزد کرد و سنای ایالات متحده این انتصاب را در ۲ مارس ۱۸۶۷ تأیید کرد. برادر میانی او در فردریکزبرگ، ویرجینیا کشته شد و کوچک‌ترین برادرش نیز در ارتش خدمت می‌کرد.

### فعالیت‌های بعدی
پس از جنگ، ویلسون در شهر نیویورک ساکن شد. او به‌عنوان سخنران، مشارکت‌کنندهٔ مکرر در نشریات، رئیس انجمن نویسندگان آمریکایی، و پس از سال ۱۸۸۵، به‌عنوان رئیس انجمن تبارشناسی و زندگی‌نامه نیویورک به شهرت رسید. او کتاب اشعار (۱۸۶۸) اثر فیتز-گرین هالک را ویرایش کرد و زندگی‌نامهٔ خود را نیز نوشت که در سال ۱۸۶۹ منتشر شد؛ و در سال ۱۸۷۶ گلچین ادبی او با عنوان شاعران و شعر اسکاتلند در چهار جلد منتشر شد. او ویراستاری آثاری نظیر تاریخ یادبود شهر نیویورک (چهار جلد، ۱۸۹۲–۱۸۹۳)، دانشنامه زندگی‌نامه آمریکایی اپلتونز (شش جلد، ۱۸۸۷–۱۸۸۹، همچنین به‌همراه جان فیسک، جلد هفتم، ۱۹۰۰) را نیز انجام داد.

## زندگی شخصی
در ۳ نوامبر ۱۸۶۹، او با جین امیلی سرل کاگزول (درگذشتهٔ ۱۹۰۴)، خواهر اندرو کرک‌پاتریک کاگزول (۱۸۳۹–۱۹۰۰) و دختر کشیش جاناتان کاگزول (۱۷۸۱–۱۸۶۴) و همسرش جین یودورا کرک‌پاتریک (۱۷۹۹–۱۸۶۴) ازدواج کرد. پدربزرگ جین اندرو کرک‌پاتریک (۱۷۵۶–۱۸۳۱) و پدر پدربزرگ او جان بایارد (۱۷۳۸–۱۸۰۷) بود. قبل از مرگ جین در سال ۱۹۰۴، آنها دارای یک فرزند دختر بودند.
او در سال ۱۹۰۷ و پس از مرگ همسر اول خود در سال ۱۹۰۴، با ماری اچ. نیکلسون، بیوهٔ دوست خود دریاسالار جیمز ویلیام آگوستوس نیکلسون، ازدواج کرد و در خیابان ۷۹ غربی شمارهٔ ۱۴۳ در شهر نیویورک ساکن شد.
ویلسون در شهر نیویورک درگذشت و در گورستان وودلاون، برانکس، نیویورک به خاک سپرده شد.